# Ordine delle Nove Gemme
L'Antico e Propizio Ordine delle Nove Gemme (thai: เครื่องราชอิสริยาภรณ์อันเป็นโบราณมงคลนพรัตนราชวราภรณ์; RTGS: Khrueang Ratcha-itsariyaphon An Pen Borannamongkhon Noppharat Ratchawaraphon), è il più antico ordine cavalleresco thailandese.
Oltre alla famiglia reale, può essere ottenuto da tutti i buddhisti che si siano distinti, da alti funzionari, al servizio del regno.

## Storia
L'Ordine è stato fondato, sull'orma degli ordini occidentali europei, nel 1851 per volere di re Mongkut (Rama IV).
Le nove gemme provengono dalla formulazione thailandese dell'amuleto reale indù navaratna, che constisteva originariamente in un anello d'oro contenente le gemme attribuite ad un generale vittorioso. Ancora oggi l'anello viene portati dai membri maschi dell'Ordine.
Le insegne dell'Ordine rivestono una fondamentale importanza all'interno della monarchia thailandese, tanto da avere un ruolo proprio all'interno della cerimonia di incoronazione di un monarca thailandese.
Il significato delle gemme è il seguente:
- Diamante: potere, salute, successo sui nemici
- Rubino: successo e longevità
- Smeraldo: forza e sicurezza
- Zaffiro giallo: fascino e amore
- Granato: salute e longevità
- Zaffiro blu: amore e salute
- Perla/Pietra di luna: purezza, felicità, successo sui nemici
- Zircone/Topazio: salute e successo negli affari legali
- Crisoberillo: protezione dagli spiriti e dal fuoco

## Classi
L'Ordine dispone solamente della classe di cavaliere che dà diritto al postnominale น.ร.

## Insegne
Le insegne dell'ordine sono costituite da una fascia dalla spalla destra al fianco sinistro coi colori dell'ordine terminante col pendente contenente le nove gemme per i cavalieri, mentre per le dame il pendente si porta appeso ad un nastro di seta sulla spalla sinistra. Gli uomini portano anche un anello, con le nove gemme, sull'indice sinistro, mentre sia dame che cavalieri indossano la placca, una stella con al suo interno le nove gemme incastonate, da appuntare sul petto all'altezza del cuore.
ll nastro è giallo con bordi verdi, al suo interno le nove gemme raffigurate. I bordi contengono due sottili strisce, una esterna rossa e l'altra interna blu.